# Röda dagen
Röda dagen är en svensk dramafilm från 1931 i regi av Gustaf Edgren.

## Om filmen
Filmen spelades in i Filmstaden Råsunda med exteriörer från Stockholm av Åke Dahlqvist. Som förlaga har man Erik Lindorms pjäs Röda dagen som uruppfördes på Folkteatern i Stockholm 1929. Den hade premiär den 13 april 1931.

## Rollista i urval
- Sigurd Wallén – Gustaf Anderson, snickarmästare och socialdemokrat
- Dagmar Ebbesen – Augusta Anderson, hans fru
- Sture Lagerwall – Jideon Andesson, deras son, bolsjevik
- Lill-Tollie Zellman – Agnes Andesson, deras dotter
- John W. Brunius – direktör Wibäck
- Nils Jacobsson – jur. kand. Stig (Arvid) Wibäck, hans son, fascist
- Richard Lindström – Atterdag Hellberg
- Signe Deurell – Hulda Hellberg, hans fru
- Eric Abrahamsson – direktör Wibäcks kamrer
- Håkan Westergren – Georg Holmbärj, bolsjeviktalare
- Erik "Bullen" Berglund – polisintendenten
- Charlie Almlöf – Vinge, bolsjevik
- Maja Jerlström – Wibäcks hembiträde
- Paul Hagman – talaren på fascistmötet
- Ernst Brunman – överkonstapel Lundahl

## Musik i filmen
- L'+ Internationale (Internationalen), kompositör 1887 Pierre Degeyter, fransk text 1871 Eugène Pottier svensk text 1902 Henrik Menander
- Liv och blod för Sveriges ära (Dåne liksom åskan, bröder), kompositör Joseph Hartmann Stuntz,  svensk text Dåne liksom Johan Jolin
- Helan går, sång Sigurd Wallén, Signe Deurell, Richard Lindström och Dagmar Ebbesen
- Hej, tomtegubbar, framförs med texten Min lilla lön den räcker inte av Sigurd Wallén
- Belle nuit d'amour (Stilla natt, o kärleksnatt/Stilla natt, o ljuva natt), kompositör Jacques Offenbach, fransk text 1881 Jules Barbier och Michel Carré svensk text 1881 Ernst Wallmark svensk text 1912 Emil Grandinson, instrumental
- Kungssången (Ur svenska hjärtans djup), kompositör Otto Lindblad, text Talis Qualis, instrumental
- Intermezzo, a-moll, kompositör Felix Mendelssohn-Bartholdy, instrumental
- Armé- och marinmarsch, kompositör Per Berg, instrumental
- Wilde Jagd, kompositör Giuseppe Becce, instrumental
- Ja, må han leva!